# Poa rhizomata
Poa rhizomata är en gräsart som beskrevs av Albert Spear Hitchcock. Poa rhizomata ingår i släktet gröen, och familjen gräs. Inga underarter finns listade i Catalogue of Life.